# Nightdreams
Nightdreams és una pel·lícula pornogràfica de 1981 amb forts elements de terror dirigida per Francis Delia, i escrita per Jerry Stahl i Stephen Sayadian.

## Argument
Dos científics utilitzen sacsejades elèctriques per induir a una dona anomenada senyora Van Houten amb somnis surrealistes i eròtics. Després d'un conjunt d'escenes estranyes que van des de tenir relacions sexuals amb un home dins d'una caixa de Cream of Wheat fins a un viatge a l'abisme de l'Infern, un final sorpresa revela qui és la dona que rep l'electricitat.

## Repartiment
- Dorothy LeMay com a senyora Van Houten
- Loni Sanders com The Demon's Slave
- Jennifer West com a doctora
- Kevin James com a Heaven Man
- Fast Steppin 'Freddie com a crema de blat
- Paul Berthell com a llesca de pa
- Ken Starbuck com el dimoni
- Jacqueline Lorians com a vaquera morena
- Danielle com a Vaquera Rossa
- Andy Nichols com a doctor
- Michelle Bauer com a noia encadenada

## Producció
El productor Stephen Sayadian va dir en una entrevista: "Ho vam fer com una sèrie de sis o set vinyetes; només ens vam asseure i vam explicar els conceptes. Anirem al Cel, anirem a l'Infern, en tindrem un a la Salvatge Oest. Se suposava que havia de ser com una antiga crítica de vodevil". El seu estudi també va produir un full i pòsters promocionals de pel·lícules de terror com ara Vestida per matar i The Funhouse i els decorats utilitzats en els pòsters d'ambdues pel·lícules també es van utilitzar en el rodatge de Nightdreams.

## Estrena

### Recepció crítica
La pel·lícula ha rebut crítiques generalment positives. Va ser descrit per la revista Playboy com "la primera pel·lícula per a adults d'avantguarda... Fellini es troba amb Eraserhead,” i per la revista Velvet com “el Ciutadà Kane de les pel·lícules per adults.” Adult Video News, Adam Film World i Hustler tots li van donar puntuacions d'entre quatre i cinc estrelles en els seus comentaris. Adam Film World va dir: "La pel·lícula destaca per la seva cinematografia excel·lent i visualment emocionant i les seves fantasies eròtiques extraordinàriament imaginatives."
L'historiador del cinema pornogràfic Jim Holliday la va anomenar "la pel·lícula per a adults més inusual, única i innovadora que s'ha fet fins ara" i va dir que "Nightdreams" "va ser pionera en un subgènere completament nou dins de la indústria" als cinc anys després del seu llançament a causa de la seva "sexualitat descarada... combinada amb conjunts d'onades veritablement nous i l'aspecte dels anys 80 Miami Vice".

### Taquilla
Segons Sayadian, "ni Nightdreams ni Café Flesh van tenir mai tant d'èxit com a pel·lícules porno. Però van batre rècords com a pel·lícules de mitjanit".

### Mitjans domèstics
La pel·lícula va ser llançada posteriorment en VHS per Caballero Home Video, que la va tornar a estrenar el 2006 en DVD.

### Reconeixements i premis
La pel·lícula va ser votada al Saló de la fama de XRCO el 1992.
El 1986, Holliday la va situar en el lloc 13 d'una llista de les 40 millors pel·lícules per adults seleccionades per un consens d'experts de la indústria. El 2001, Adult Video News la va situar a 62è lloc a la llista de les millors pel·lícules per a adults de tots els temps. El 2007 AVN la va anomenar un dels "50 llançaments per adults més influents de tots els temps" per iniciar el gènere alt-porn, que utilitza rutines de vídeos de rock de MTV, referències hipster i música underground."

## Banda sonora
La banda sonora inclou "Ring of Fire" versionada per Wall of Voodoo així com interpreteacions d`"Ol' Man River" i Gymnopédies.

## Seqüeles
Nightdreams fou seguida per Nightdreams II el 1989, i Nightdreams 3 el 1991. Ambdues pel·lícules van ser dirigides per Stephen Sayadian. El personatge de la senyora Van Houten també va aparèixer a l'esforç de 1989 de Sayadian i Stahl Dr. Caligari.